# Ole Lagerpusch

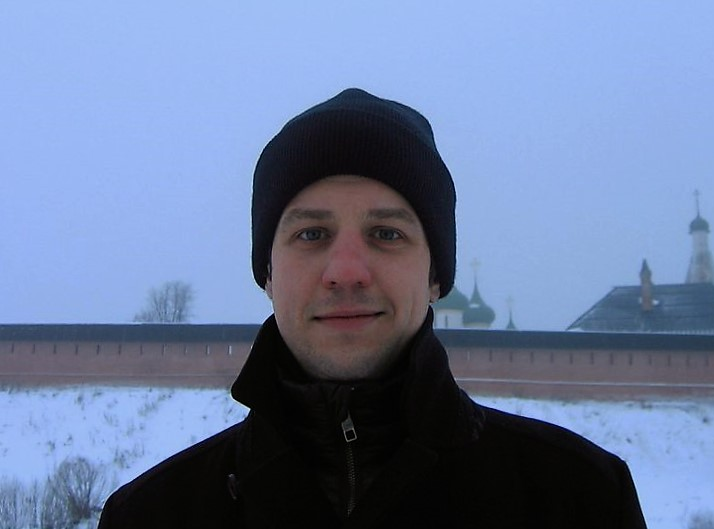
Ole Lagerpusch 2013 in Susdal, Russland

Ole Lagerpusch (* 1982 in Flensburg) ist ein deutscher Schauspieler.

## Leben
Ole Lagerpusch wuchs als Sohn eines Friseurs in Flensburg auf und begann dort im Alter von acht Jahren zu spielen, vor allem an der Niederdeutschen Bühne. An der Freien Waldorfschule Flensburg machte er sein Abitur und erhielt von der im Dezember 2001 in Flensburg gegründeten Pogge-van-Ranken-Stiftung ein erstmals vergebenes Stipendium. Er studierte ab 2002 an der Hochschule für Schauspielkunst „Ernst Busch“ Berlin, wo er 2006 seinen Abschluss machte.
Von 2006 bis 2009 war Lagerpusch Ensemblemitglied am Thalia Theater in Hamburg, wo er u. a. mit den Regisseuren Dimiter Gotscheff und Michael Thalheimer zusammengearbeitet hat. Von der Spielzeit 2009/10 bis 2015/16 war er festes Ensemblemitglied des Deutschen Theaters Berlin, wo er unter anderem als Ferdinand in Schillers Kabale und Liebe (Regie: Stephan Kimmig) und als Prinz Friedrich von Homburg (Regie: Andreas Kriegenburg) in Kleists gleichnamigen Stück zu sehen war. Auch nach 2016 blieb er dem Theater als fester Gast in mehreren Rollen verbunden. 2020/21 bis 2021/22 war er wieder festes Ensemblemitglied am Thalia Theater Hamburg.
Seit 2011 ist Ole Lagerpusch zunehmend auch in Kino- und Fernsehfilmen zu sehen. Bei dem auf der Berlinale 2019 uraufgeführten Kinospielfilm Die Einzelteile der Liebe von Miriam Bliese spielt er zusammen mit Birte Schnöink die Hauptrolle.

## Theaterrollen (Auswahl)
- Richard III. in Richard III. von William Shakespeare, bat-Studiotheater (Berlin)
- Marschalk/Kundschafter in Faust. Der Tragödie zweiter Teil von Johann Wolfgang von Goethe, Regie: Michael Thalheimer, Deutsches Theater Berlin (2005)
- Valère in Der Tartuffe nach Molière, Regie: Dimiter Gotscheff, Thalia Theater Hamburg (2006)
- Attaché in Herr Puntila und sein Knecht Matti von Bertolt Brecht, Regie: Michael Thalheimer, Thalia Theater Hamburg (2007)
- Hauke Haien in Der Schimmelreiter nach Theodor Storm, Regie: Jorinde Dröse, Thalia Theater Hamburg (2008)
- Leonce in Leonce und Lena nach Georg Büchner, Regie: Dimiter Gotscheff, Thalia Theater Hamburg (2008)
- Jago in Othello nach William Shakespeare, Regie: Jette Steckel, Deutsches Theater Berlin (2010)
- Oberon in Ein Sommernachtstraum nach William Shakespeare, Regie: Andreas Kriegenburg, Deutsches Theater Berlin (2010)
- Daniel Putkammer in Warteraum Zukunft nach Oliver Kluck, Regie: Simon Solberg, Deutsches Theater Berlin (2011)
- Antonio in Torquato Tasso von Johann Wolfgang von Goethe, Regie: Martin Laberenz, Burgtheater (2016)

## Filmografie (Auswahl)
- 2011: Unten Mitte Kinn (Fernsehspiel) – Regie: Nicolas Wackerbarth
- 2013: Notruf Hafenkante (Fernsehserie, Folge: "Retter in der Not") – Regie: Samira Radsi
- 2014: Mord mit Aussicht (Fernsehserie, 3 Folgen) – Regie: Christoph Schnee, Kaspar Heidelbach
- 2016: Die Habenichtse (Kinospielfilm) – Regie: Florian Hoffmeister
- 2019: Die Einzelteile der Liebe (Kinospielfilm) – Regie: Miriam Bliese
- 2019: Stillstehen (Kinospielfilm) – Regie: Elisa Mishto
- 2022: Das Quartett: Dunkle Helden (Fernsehreihe)
- 2024: Wendland: Stiller und der rote Faden
- 2024: Familie is nich

## Hörspiele und Features (Auswahl)
- 2009: Matthias Wittekindt: Die Frau im Netz – Regie: Wolfgang Rindfleisch (Kriminalhörspiel – DLR)
- 2013: Jan Decker: Morgenland und Abendland – Regie: Giuseppe Maio (Feature – DKultur)
- 2013: Eva Lia Reinegger: Jähnicke schmeckt’s – Regie: Stefanie Lazai (Kriminalhörspiel – DKultur)
- 2014: Christiane Seiler: Vater zieht in den Krieg (Eine Reise durch Frankreich) – Regie: Christiane Seiler (Feature – DKultur)
- 2018: Volker Kutscher: Der nasse Fisch – Regie: Benjamin Quabeck (Hörspiel – Radio Bremen, WDR, rbb)[5]